# Dimos
Dimos je pretpostavljeni naziv starogrčkog naselja na području današnjeg grada Hvara.
Grga Novak je do tog imena došao na temelju numizmatičkih nalaza, novca s natpisom DI, većina kojih je nađena na području Hvara. Ipak, znanstvenici su kasnije dokazali da taj novac nije pripadao Dimosu, već Dimaleu, na današnjoj albanskoj obali. Prema tome, naselje imena Dimos vjerojatno nikada nije ni postojalo. U posljednje vrijeme iznesena je teorija kako je na području grada Hvara bila grčka kolonija Herakleja, također na temelju numizmatičkih nalaza.